# Laboulbeniomycetes
Die Laboulbeniomycetes sind eine Klasse der Schlauchpilze. Sie sind überwiegend Parasiten an Insekten.

## Merkmale
Ein Myzel wird außer bei den Pyxidiophorales nicht gebildet. Der Thallus ist durchscheinend (hyalin) bis dunkel und besitzt ein basales Haustorium.
Die Fruchtkörper sind durchsichtige, eiförmig, dünnwandige Perithecien, die häufig von Anhängen umgeben sind. Es gibt wenige, basal stehende Asci. Diese sind nicht fissitunicat, keulenförmig, dünnwandig und reifen sequentiell. Sie bilden meist vier Sporen. Die Ascosporen sind zweizellig, hyalin und länglich. Ein Ende ist als Anhaftstelle an den Wirt umgebildet.
Die Anamorphen sind Hyphomyceten.

## Systematik
Die Stellung der Klasse in der Unterabteilung Pezizomycotina ist nicht abgesichert. In der Untersuchung von Spatafora waren keine Vertreter der Klasse enthalten.
Die Klasse wird derzeit dennoch zu den Pezizomycotina gestellt und umfasst drei Ordnungen:
- Laboulbeniales mit vier Familien und rund 1500 Arten. Sie sind Insekten-Parasiten.
- Pyxidiophorales mit einziger Familie[4]
  - Pyxidiophoraceae mit zwei Gattungen. Sie sind Mykoparasiten und Koprophile.
    - Mycorhynchidium
    - Pyxidiophora
- Herpomycetales mit einziger Gattung Herpomyces bildet seit 2019 eine eigene Ordnung, die vorher zu den Laboulbeniales gezählt wurde.[5]

Die beiden Ordnungen besitzen eine stark unterschiedliche Fruchtkörper-Morphologie. Die Ascosporen mit ihren Haftapparaten sind jedoch sehr ähnlich. Die Verwandtschaft der beiden Ordnungen wurde 1994 von Blackwell durch DNA-Sequenzvergleiche bestätigt.